# Janusz Szrom
Janusz Szrom (sinh ngày 16 tháng 11 năm 1968 tại Grodków) – Ông là ca sĩ, người soạn nhạc jazz của Ba Lan. Sự nghiệp âm nhạc của ông bắt đầu vào năm 1977 với thể loại đàn Piano tại trường trung học âm nhạc Nysa. Và sau đó năm 1981 ông bắt đầu chơi voi kèn Trumpet để tiếp tục hoàn thiện kĩ năng về đàn Piano của mình tại trường âm nhạc Chrzanów. Năm 1989 sau khi tốt nghiệp trường trung học âm nhạc thứ 2 tại Krakow, quan tâm chú trọng đến kèn Trumpet hơn đàn Piano nên đầu tiên Ông đã tham gia vào trường đại học John Paul II để chơi đàn Organ vào năm 1990, sau đó ông đã trúng tuyển vào trường đại học ở Kraków để học lý thuyết về âm nhạc. Sau cùng vào năm 1992 ông bắt đầu học tại trường đại học danh tiếng Karol Szymanowski của trường âm nhạc jazz và nhạc hiện đại tại Katowice. Năm 1995 ông đạt được bằng thạc sĩ với danh dự của một ca sĩ nhạc jazz. Vào tháng 1 năm 2012, ông đã nhận được bằng tiến sĩ của trường đại học âm nhạc Fryderyk Chopin tại Warsaw.

## Sự nghiệp
Sự nghiệp ca sĩ nhạc jazz của Ông bắt đầu vào năm 1994, khi ông nhận được giải nhì tại hội nghị quốc tế của ca sĩ nhạc jazz tại Zamość và một năm sau đó (năm 1995) Ông là người đầu tiên đoạt giải tại Fall Pomeraniam Jazz và đó cũng là chiếc chìa khóa quan trọng cho sự nghiệp của ông ngoài ra tấm bằng danh dự cũng là mốc quan trọng trong sự nghiệp của một chàng trai trẻ lúc bấy giờ. Kể từ đó Ông đã biểu diễn tại nhiều liên hoan âm nhạc và các hội nghị âm nhạc như Jazz nad Odra, Jazz Jamborre, hội nghị Jazz cổ điển " Złota Tarka " tại Iława, lễ hội nhạc jazz tại Siedlce, tại bảo tàng âm nhạc Jazz tại Ostrow Wielkopolski, lễ hội những bài hát của quốc gia Ban Lan tại Opole và hội nghị quốc tế dành cho các ca sĩ nhạc jazz tai Zamość.
Vào năm 2008 Janusz Szrom đã được Michel Legrand tuyển chọn với tác phẩm nổi tiếng "What are you doing the rest of your life" cho suốt buổi hòa nhạc của Legrand tại lễ kỉ niệm nhạc Jazz lần thứ 50 tai Warsaw. Vào năm 2009, 2010, 2011, 2012 và 2013 tại Ba Lan Ông là ca sĩ nhạc Jazz được bầu chọn bởi các độc giả của tạp chí "Jazz Forum". Ngoài ra, ông còn có nhiều kinh nghiệm về soạn nhạc, giáo viên. Ông giảng dạy tại lớp thanh nhạc " Fryderyk Chopim" của học viện âm nhạc, học viện Aleksander Zelwerowiczs Thealer tại Warsaw và tại học viện Âm nhạc Poznań. Ngoài ra Ông còn là giảng viên hướng dẫn tại hội thảo mùa hè ở Puławy và Chodzież. Janusz Szrom là người chỉ đạo nghệ thuật cho hội thảo nhạc Balan- Ukraina tại Lwow.
Ngoài việc xuất hiện trên các chương trình truyền hình tivi va đài phát thanh như Kabaret Olgi Lipin Kiej (Olga Lipińska Cabaret), Irena Kwiatkowska and her Guests (Irena Kwiatkowska và nghững người khách)....Ông còn chi huy vũ đạo tại các chương trình như "Star Akademy"," Tak Oni Śpiewaja".
Ông đa tham gia hai buổi biểu diễn sân khấu âm nhạc:
- Năm 1999 tai Auteneum theatre Warsaw trong vở kịch lấy cảm hứng từ lời bài hát Jonasz Kofta- Kofta (đạo diễn Artur Barciś) Co-Stamy và Joanna Trzpiecińska
- Năm 2008 tại Centralny Basen Artystyozny trong vở kịch dựa trên các bài hát nổi tiếng nhất của nhá soạn nhạc lừng danh Stanisław Moniuszko của Ba Lan vào thế kỉ 19 và được thể hiện lại bởi các nhạc sĩ đương đại Włodzimierz Nahorny, Andrzej Tugodziński- Miuszkowo (đạo diễn Barbara Dzienkan).

Janusz Szrom cón là tác giả của dự án âm nhạc có tên Straszn Panowie Trzej. Nó là bản nhạc Jazz đầu tiên được viết lại từ " The unforgettable Older Gentalman Cabaret (tác giả Jerzy Wasowski và Jeremi Przybora). Năm 2009 hai trong số albums: " Straszni Panowie Trzej", " Talk with me " đã đạt huy chương vàng (Gold Recored Awards). Và là thành viên hội đồng quản trị PSJ (Polish Society Jazz) vào năm 2009.

## Huy chương
- 2013 – Medal Zasłużony Kulturze Gloria Artis

## Danh sách đĩa hát
- Jazzowe Poetycje - Jacek i Wojtek Niedzielowie, Koch International 1996
- "Szeptem" - Anna Maria Jopek, Mercury/PolyGram, 1998
- "SODA", Koch International 1998
- "Gniew" - muzyka do filmu Marcina Ziębińskiego, Koch International 1998
- "Opole'99" - piosenki pochodzące z koncertu Premier 36 Krajowego Festiwalu Piosenki Polskiej "Opole '99"
- "Jazz w Polsce-Antologia, 1950-2000" - (Pierwsza antologia jazzu w Polsce), Polskie Radio SA 2002
- "Duke po polsku" - Wojciech Młynarski & Zbig’s Band: Futurex 2002
- Historia roku minionego - Jacek Niedziela, Megaus WA Records 2002
- "Kofta na bis-różni wykonawcy" - (Piosenki Jonasza Kofty), Warner Music Poland 2002
- "To Miłość Mi Wszystko Wyjaśniła" - Duszpasterstwo Środowisk Twórczych i Sportu Diecezji Warszawsko-Praskiej 2005
- "The Best of Polish Smooth Jazz vol.2" - Polonia Records 2006
- "Nieszpory – Artyści Polscy Janowi Pawłowi II w Hołdzie" - Stowarzyszenie Miłośników Muzyki Chrześcijańskiej Gospel / Polskie Radio SA 2006
- "Straszni Panowie Trzej" - (Piosenki z Kabaretu Starszych Panów), AGORA 2006[8]
- "GITANA - electric, eclectic" - GITANA 2007
- "Cicho, cicho pastuszkowie" - Kolędy Włodzimierza Nahornego i Bogdana Loebla / BLUE NOTE 2007[9]
- "Piosenki Jonasza Kofty" - (Zapis koncertu w radiowej "Trójce" 5.06.2002) / gazeta RZECZPOSPOLITA 2007
- "Strofki o miłości" - (Zapis koncertu w radiowej "Trójce" 12.03.2006) / gazeta RZECZPOSPOLITA 2007
- "Hymny - Artyści Janowi Pawłowi II w Hołdzie" - Stowarzyszenie Miłośników Muzyki Chrześcijańskiej Gospel 2008
- "Cafe Fogg" - (Piosenki Mieczysława Fogga), Sony BMG 2008
- "Przy Sercu Twoim" - (Kantata Maryjna Zbigniewa Małkowicza), Zbigniew Małkowicz 2008
- "Polish Jazz 2007" - (Sześciopłytowy box zawierający perełki jazzowe polskich gwiazd), Polonia Records 2008
- "Pogadaj ze mną" - (Piosenki Wojciecha Młynarskiego i Włodzimierza Nahornego), AGORA 2008[10]
- "Patroni Europy i Polski - Artyści Janowi Pawłowi II w Hołdzie" - Stowarzyszenie Miłośników Muzyki Chrześcijańskiej Gospel / Polskie Radio SA 2009
- "Jedno spojrzenie" - Ewa Uryga, Grami Records 2009
- "Mazurek" - (Książka dla dzieci i płyta CD o Fryderyku Chopinie), Mazowieckie Centrum Kultury i Sztuki 2010
- "Vibraslap" - (Pierwszy autorski album grupy Vibraslap, LUNA 2010
- "Kaczmarski & Jazz" - (Piosenki Jacka Kaczmarskiego w jazzowych interpretacjach Marii Sadowskiej, Anny Serafińskiej i Janusza Szroma), QM MUSIC 2010
- "Młynarski, żyj kolorowo" - (seria Poeci Polskiej Piosenki), Universal Music Group 2011
- "Przybora - Piosenka jest dobra na wszystko" - (seria Poeci Polskiej Piosenki), Universal Music Group 2011
- "Fabryka Kolęd" - (Album grupy wokalnej Voice Factory), Wratislavia Productions 2011
- "The Engineers Band. Kolędy" - (Album Big Bandu Politechniki Warszawskiej), Engineers Band 2011
- "Osiecka o miłości" - (Various Artists), Universal Music Polska 2012
- "Twoje Niebo - dzień po dniu" - Wydawnictwo Karmelitów Bosych 2012
- "Śpiewnik" - (Janusz Szrom / Zbigniew Wrombel), Studio Realizacji Myśli Twórczych 2012
- "Duke po polsku. Live, Jazz Jamboree 2001" - (Wojciech Młynarski / Zbigniew Jaremko & Zbig's Band), Airtech, Polskie Radio 2013
- "Ballady i niuanse" - Polskie Radio 2013
- "Straszni Panowie Trzej 2" - (Piosenki z Kabaretu Starszych Panów) - Blue Note 2014
- "Sześć oceanów" - (100 utworów zarejestrowanych w latach 1962 – 2013. Różni wykonawcy) Polskie Radio 2014
- "65 lat polskiej piosenki" - (Antologia polskiej piosenki powojennej. Różni wykonawcy) Polskie Radio 2014
- "Five o,clock Orchestra. Jubilee. Feat. Janusz Szrom" - Polskie Stowarzyszenie Jazzu tradycyjnego 2015
- "Dixie Brotherhood. Feat. Janusz Szrom. TRAIN TO NEW ORLEANS" - Dixie Brotherhood 2015
- "Sześć oceanów. Ocean Popielaty" - (pierwszy z "Sześciu oceanów" Agnieszki Osieckiej) Polskie Radio 2015
- "Sześć oceanów. Ocean Różowy" - (drugi z "Sześciu oceanów" Agnieszki Osieckiej) Polskie Radio 2015
- "Faceci do wzięcia" - (Janusz Szrom & Bogdan Hołownia) Studio Realizacji Myśli Twórczej 2016
- „Pamiętajmy o Osieckiej” - Kolekcja Okularników” Magic Records 2016
- "Tryumfy Króla Niebieskiego" (Różni wykonawcy), Bartosz Hadała 2016
- "Kolędy i pastorałki" (Józef Eliasz i Eljazz Big-band. Anna Serafińska i Janusz Szrom), Eljazz 2016
- "Zaczarowana miłość" (Piosenki Leona Sęka. Wykonawcy różni), Soliton 2016
- "Janusz Szrom. Inaczej" (Piosenki Jerzego Jarosława Dobrzyńskiego), J.Szrom 2016
- "Wojciech Majewski. nie było lata" (Na motywach poezji Stanisława Grochowiaka), MTJ 2017
- "Frank Sinatra. 100-lecie urodzin. Koncert" (Koncerty w Trójce), Polskie Radio 2017